# Bieler Tagblatt
Das Bieler Tagblatt ist eine Schweizer Tageszeitung aus der Stadt Biel/Bienne. Sie wurde 1850 unter dem damaligen Titel Seeländer Bote vom Drucker Franz Joseph Amatus Gassmann (1812–1884), Enkel von Franz Josef Gassmann, gegründet.
Es hat eine WEMF-beglaubigte Gesamtauflage von 18'957 (Vj. 19'561) verkauften bzw. 19'028 (Vj. 19'633) verbreiteten Exemplaren und eine Reichweite von 52'000 (Vj. 49'000) Lesern (WEMF MACH Basic 2018-II).
Per 1. Januar 2021 wird die Gassmann-Gruppe von Fredy Bayard übernommen.

## Einzugsgebiet
Das Einzugsgebiet umfasst die ehemaligen Amtsbezirke Aarberg, Biel, Büren, Erlach und Nidau, aber auch Teile von Bern. In allen Ressorts sind Themen aus der Region Biel-Seeland die Spezialität der Regionalzeitung.

## Beteiligungen
Die deutschsprachige Tageszeitung gehört zur Gassmann-Gruppe, zu der auch die französischsprachige Zeitung Journal du Jura gehört. Der Verlag ist auch massgeblich am zweisprachigen Regionalfernsehen TeleBielingue beteiligt. Im Bieler Communication Center (CC), welches sich neben dem Bieler Hauptbahnhof befindet, sind alle drei Redaktionen sowie das Lokalradio Canal 3 untergebracht – als auch weitere Unternehmen aus der Kommunikations- und Medienbranche.

## Zusammenarbeit
Das Bieler Tagblatt arbeitet im Tagesgeschäft sehr eng mit dem Journal du Jura, TeleBielingue und Canal 3 zusammen. Bei ähnlichen oder gleichen Inhalten und Geschichten werden die Beiträge miteinander verknüpft und sind so auf jedem Medium aufrufbar.
Die Zeitung wurde bis Herbst 2012 im Verlagsgebäude der W. Gassmann AG im Längfeld in Biel-Bözingen, wo sich einst der frühere Redaktionssitz befand, gedruckt, seither in der zum Tamedia-Konzern gehörenden Büchler Grafino. Die überregionalen Teile bezieht die Zeitung seit einigen Jahren von der Berner Zeitung bzw. seit 2018 von der neuen deutschsprachigen Mantelredaktion von Tamedia. Das Bieler Tagblatt kündigte die Verträge für Druck und Mantelredaktion allerdings auf Mitte 2018. Angestrebt wird eine Reduktion der Kosten.

## Mitbewerber
Neben dem Bieler Tagblatt erscheint in der Stadt und in der Agglomeration auch die zweisprachige Gratis-Wochenzeitung Biel Bienne. Zudem dringen auch Tageszeitungen wie Der Bund, Blick, Berner Zeitung, Grenchner Tagblatt und Solothurner Zeitung und auch Gratisblätter wie 20 Minuten und Blick am Abend in das Erscheinungsgebiet ein. Auch die Sonntagspresse kämpft in Biel und Umgebung um Präsenz.

## Redaktionsteam
Rund 30 fest angestellte Redakteure und ca. 150 regelmässige Mitarbeiter und Korrespondenten arbeiten für das Bieler Tagblatt. Die Redaktion umfasst verschiedene Ressorts, Layout und Produktion. Der News- und Multimediadesk mit einer eigenen Internetredaktion ist die Drehscheibe für die eingehenden Meldungen. Die Internetredaktion ist für die Betreuung der eigenen Website und der Social-Media-Seiten verantwortlich.
Ein eigenständiges Fototeam versorgt das Bieler Tagblatt mit aktuellen und vielseitigen Bildern zu verschiedenen Themen. Davon werden Bilder für die Artikel in der Zeitung verwendet sowie im Internet als Bildergalerie aufgeschaltet.

## Besonderheiten
Das Bieler Tagblatt ist eine der wenigen Schweizer Tageszeitungen, welche jede Woche in eigener Regie eine eigene Filmseite mit Besprechung und Filmtipps anbieten. Mit der Rubrik «Uhren & Hightech» wird regelmässig über aktuelle News und Hintergründe aus der Uhren-Branche berichtet, welche in Biel und der Region einen wichtigen Stellenwert einnimmt. Mit dem «Kinderblatt» werden Kinder und Jugendliche mit spezifischen Themen und Serviceleistungen angesprochen.

## Internetauftritt

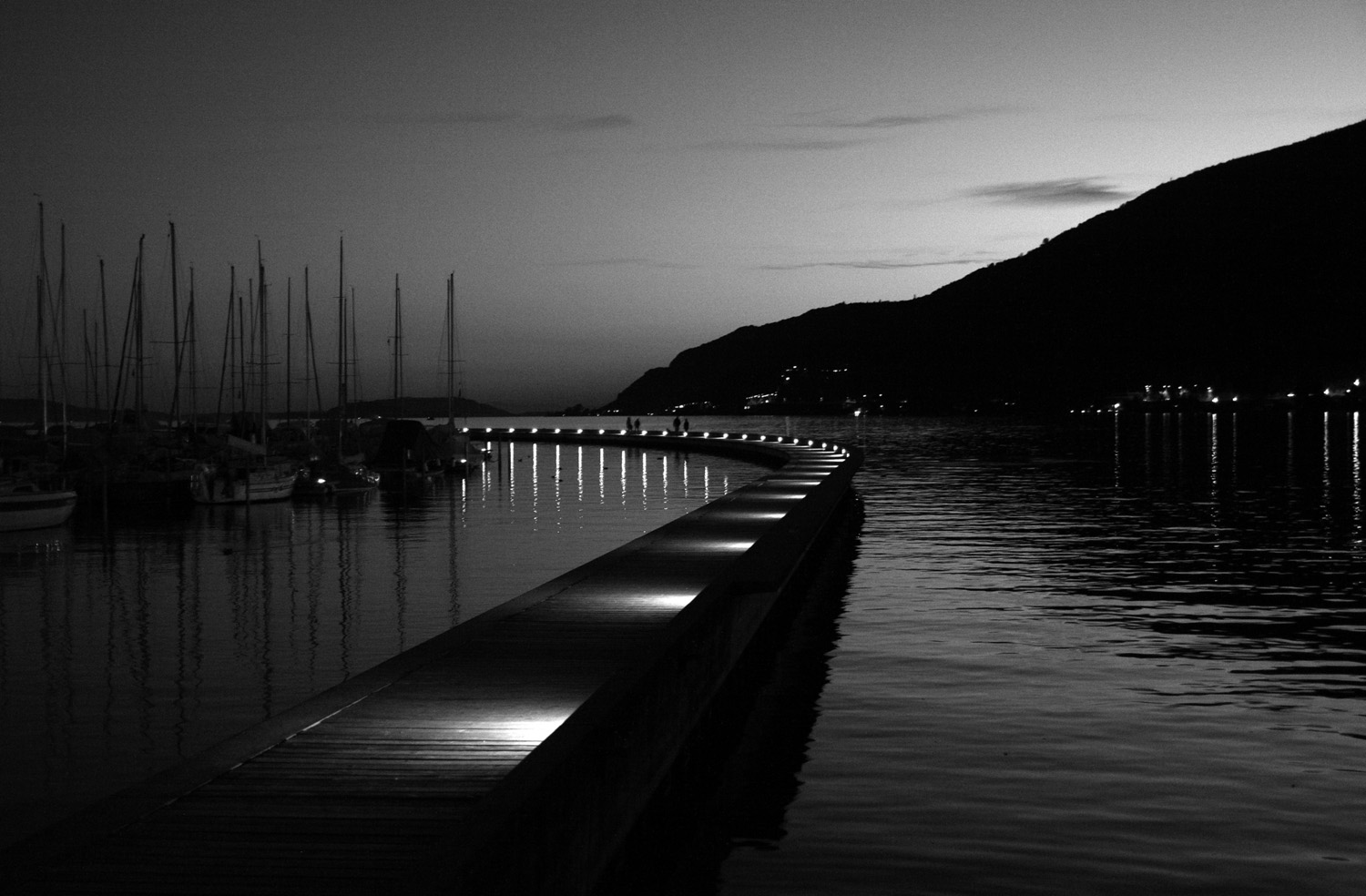
Hafenanlage bei Biel – Gewinner des Leserfotowettbewerbs 2006

Nebst einem Agenturdienst mit überregionalen Inhalten konzentriert sich die Internet-Redaktion auf regionale Inhalte, die tagesaktuell veröffentlicht werden.
Die BT-Website unterhält eigene Rubriken zu den Themen Film, DVDs und Games. Jeden Tag wählt die BT-Foto-Jury ein Leserfoto des Tages aus, welches in der Zeitung in der Rubrik «Leserfoto» veröffentlicht wird. In der Rubrik «Leserreporter» können Leser Texte, Bilder und Videos einschicken, welche nach Sichtung sowohl in der Zeitung als auch im Internet veröffentlicht und honoriert werden. Die Internet-Redaktion bietet auch einen regelmässigen SMS-Dienst zu regionalen Themen an (Politik, Wirtschaft, Kultur und Sport). Der EHC Biel und der FC Biel haben auf der Website während der Saison eine grosse Präsenz. In speziellen Rubriken werden u. a. Nachrichten, Bildergalerien und Videos veröffentlicht.